# Eriastichus coelotis
Eriastichus coelotis (лат.) — вид мелких хальциноидных наездников из подсемейства Tetrastichinae (Eulophidae). Встречаются в Центральной Америке: Коста-Рика (Heredia, Estación Biológica La Selva, 75 м).

## Описание
Мелкие наездники-эвлофиды, длина 1 мм. От близких видов отличается следующими признаками: голова тёмно-коричневая; скапус усика желтовато-коричневый, вентральный выступ скапуса равен 0,2 длины скапуса, антенны с дорсобазальными щетинками на F1, которые равны 1,1 × длины F1; брюшко с боковыми пучками светлых уплощенных щетинок на Gt6.
Тело покрыто многочисленными тонкими короткими волосками. Скуловая борозда изогнута; брюшко с раздутой плевральной мембраной между Gt1-4 и Gs1-4. Биология неизвестна. Предположительно, как и другие близкие группы паразитируют на насекомых.

## Таксономия
Вид был впервые описан в 2021 году шведским гименоптерологом Christer Hansson по материалам из Коста-Рики.